# Koszmosz–1374
Koszmosz–1374 (oroszul: Космос 1374) Koszmosz műhold, a szovjet műszeres műhold-sorozat tagja. Technológi műhold, a BOR–4 (oroszul: Беспилотный Орбитальный Ракетоплан 4) az űrállomások programjának egyik szállító-ellátó/visszatérő egységének technikai kísérlete.

## Küldetés
Űrrepülőgép-makettként technikai kísérletet hajtott végre. A világűrbe függőlegesen feljuttatva, egy Föld körüli fordulat után siklórepüléssel az Indiai-óceánra tért vissza. Mentőhajó vette a fedélzetére.

## Jellemzői
Az LII (oroszul: Летно-исследовательский институт – ЛИИ) tervezőintézet irányításával és üzemeltetésével készült űrrepülő.
1982. június 3-án a Kapusztyin Jar rakétakísérleti lőtérről egy Koszmosz–3M (11К65М) hordozórakétával juttatták (LEO = Low-Earth Orbit) Föld körüli, közeli körpályára. Az orbitális egység pályája 88,1perces, 50,7 fokos hajlásszögű, elliptikus pálya-perigeuma 158 kilométer, apogeuma 204 kilométer volt. Hasznos terhe 1450 kilogramm.
A sorozat felépítését, szerkezetét, alapvető fedélzeti rendszereit tekintve egységesített, szabványosított tudományos-kutató űreszköz. Áramforrása kémiai akkumulátor. 150 ponton mérték a hőadatokat, amit egy telemetriai egység továbbított a Földi állomásra. Fékezőrendszere biztosította a visszatérést.
1982. június 3-án földi parancsra belépett a légkörbe, a siklási manővert követően 7.5 kilométer magasságból hagyományos – ejtőernyős leereszkedés – módon visszatért a Földre.